# Bombay Jayashri
"Bombay" Jayashri Ramnath (Calcutta, 1964) è una musicista e cantante indiana di musica carnatica.
Canta in più lingue, tra le quali tamil, telugu, kannaḍa, malayalam e hindī.

## Primi anni di vita
Nata a Calcutta, ha inizialmente imparato la musica carnatica dai suoi genitori.
Jayashri ha anche imparato la Musica Classica Industana da K. Mahavir Jaipurwale e Ajay Pohankar. Inoltre ha un diploma in Musica Classica Indiana.
Jayashri ha frequentato la St. Anthony's High School a Chembur.

## Concerti
Ha fatto il suo primo concerto nel 1982. Ha anche partecipato a vari festival in India. Jayashri ha partecipato a concerti in più di 35 paesi.
Negli Stati Uniti ha eseguito concerti al Lincoln Centre, Kennedy Centre. Ha eseguito un concerto alla Sydney Opera House ed è stata la prima musicista carnatica ad esibirsi lì.

## Collaborazioni musicali
Si è esibita a concerti insieme a musicisti come Ronu Majumdar, Shubha Mudgal, Vishwa Mohan Bhatt e Gaurav Mazumdar.
Ha anche collaborato con i musicisti carnatici T. M. Krishna, Jayanthi Kumaresh e Abhishek Raghuram.
Si è esibita in 'Bhaire Baanvari', la storia di Meera, ideata e diretta da Gowri Ramnarayan. Ha anche fatto parte di "Mathemagician" con l'attore V Balakrishnan e scritto da Gowri Ramnarayan. Jayashri si è anche esibita all'MTV Coke Studio (India) Stagione 1 con Ustad Rashid Khan e Richa Sharma.
Jayashri ha anche concettualizzato "Listening to Life", un concerto che presenta il viaggio di un musicista come amante della musica.

### Collaborazione interculturale
La sua propensione ad interagire e sperimentare varie forme di musica ha portato a collaborazioni con vari artisti di tutto il mondo. Jayashri ha cantato due canzoni del periodo Sangam, Veral Veli (Una poesia Kuruntokai di Kapilar ) e Yaadhum Ure nell'album ' Sandham: Symphony Meets Classical Tamil ', una collaborazione internazionale di vari artisti e la Durham Symphony del compositore Rajan Somasundaram . La canzone Yaadhum Ure, una fusione multigenere in cui Bombay Jayashri ha cantato parti carnatiche insieme a vari cantanti internazionali, è stata dichiarata la sigla della 10ª Conferenza mondiale del Tamil . L'album è stato inserito nella categoria Top # 10 degli album internazionali di Amazon nel luglio 2020.

### Musica nei film
Jayashri è anche una cantante di playback. La sua canzone per Harris Jayaraj le è valsa il Filmfare Awards South come miglior cantante femminile in playback - Tamil per la canzone popolare "Vaseegara" dal film Tamil Minnale. Ha cantato la canzone "Zara Zara Bahakta Hain" (la versione hindi di "Vasegara") nel film Rehnaa Hai Terre Dil Mein con il compositore musicale Harris Jayaraj . Ha cantato in "Morning Raga" di Mahesh Dattani per la musica di Amit Heri. Ha cantato in vari film in hindī, tamil, bhojpuri, kannaḍa, telugu e malayalam. Ha collaborato con il compositore Mychael Danna in "Pi's Lullaby" dall'adattamento cinematografico del libro di Yann Martel Vita di Pi nel 2012.

### Composizione musicale
Ha composto musica per Meghadootham di Kalidasa, coreografato da Sheejith Nambiar e Parvathy menon. Jayashri ha lavorato con Ang Lee nel suo film La vita di Pi . Ha eseguito i testi di "Pi's Lullaby", che è stata nominata agli Oscar 2012 nella categoria Miglior Canzone Originale. Ha anche composto musica per i film dell'attore Revathi Verukku Neer e Magal al Kerala Cafe. Nel 2004, Jayashri ha composto musica per Silappadhikaaram, un dramma di danza commissionato dalla Cleveland Cultural Alliance. Ha composto musica per i suoi album, Shravanam, Smaranam e altri.

## Premi e riconoscimenti
- 2021 - Nominato, SIIMA Award come miglior cantante femminile per "Hey Nijame" di Enai Noki Paayum Thotta
- 2021 - Padma Shri, dal governo indiano[9][10]
- 2020 - True Beauty Recognition Award insieme ad Alarmel Valli e Suhasini Maniratnam, da Naturals per la celebrazione dei 20 anni
- 2020 - Premio Asianet per il miglior playback per il film Mamangam (film 2019)
- 2019 – Academy of Music Chowdaiah Award 2019, dell'Academy of Music, istituito dalla Chowdiah Memorial Hall, Bangalore
- 2019 – "Premio Mangalampalli BalamuraliKrishna" conferito dal governo dell'Andhra Pradesh[11]
- 2019 – "Rama Gana Kalacharya" conferito dallo Sree Rama Seva Mandali, Bangalore
- 2015 – "Sangeetha Vedantha Dhurina" da Sri Rama Lalitha Kala Mandira, Bangalore
- 2015 – Sangeetha Kala Sagara di Kalasagaram, Hyderabad
- 2014 – Premio "Kamban Pugazh" da All Ceylon Kamban Kazhakam, Sri Lanka
- 2013 - Il quarto premio Indira Sivasailam Endowment Medal Award
- 2013 - Nominato all'Oscar per la migliore canzone originale (Oscar) per Pi's Lullaby from Life of Pi, 2013[12][13][14]
- 2012 - Vani Kala Sudhakara di Sri Thyaga Brahma Gana Sabha alla loro funzione inaugurale del Festival musicale di dicembre
- 2011 – Premio "Nada Ratna" da Nada Sudha, Velachery
- 2011 – Premio Sangeetha Vishwa Kala Bharathi di Bharath Kalachar.
- 2009 – Dottorato Honoris Causa – Laurea in Lettere (Honoris Causa), conferita dalla Mother Theresa Women's University, Kodaikkanal
- 2009 - "Sangeetha Saraswathi" della South Indian Cultural Association (SICA), durante il suo Anno giubilare d'oro
- 2008 - Premio Vijay come miglior cantante femminile per la canzone "Yaaro Manathilae" dal film Dhaam Dhoom
- 2007 – Premio Sangeetha Kalasarathy da Sri Parthasarathy Swami Sabha, Chennai, conferito dal pontefice Vanamamalai Mutt Ramanuja Swamigal
- 2007 – " Kalaimamani Virudhu" dal governo del Tamil Nadu
- 2006 – "Shanmukha Sangeetha Shiromani" da Shanmukhananda Sabha, Bombay
- 2006 – "MS Subbulakshmi Puraskar" della Vishaka Music Academy, Visakhapatnam. Conferito da Shri Nedunuri Krishnamurthy
- 2005 - Premio Tamil Nadu State Film per la migliore cantante femminile - "Suttum Vizhi '' (Ghajini)
- 2005 – 'Premio Sangeetha Choodamani ' dal Dr. AC Muthiah da Sri Krishna Gana Sabha, Chennai alla presenza del suo Guru Lalgudi Jayaraman[15]
- 2003 – "Atma Vanishri" da Poojya Shri Shantananda Swami del Tempio delle Belle Arti di Varanasi, alla presenza del Maestro Tabla, Pt. Kishan Maharaj
- 2002 – 'Mani Makudam' di Rajalakshmi Fine Arts, Coimbatore
- 2002 - "Premio Kalki" dal direttore del cinema K Balachander, per conto del Kalki Krishnamoorthy Trust
- 2001 - Premio Filmfare per la migliore cantante in playback femminile - Tamil per la canzone "Vasegara" dal film Minnale
- 2001 – 'Naadabhooshanam' di Shanmukhananda Sangeetha Sabha, Nuova Delhi
- 2001 – 'Asthana Vidhushi' degli Shringeri Mutt
- 1997 – 'Isai Peroli' del Dr. P Chidambaram, Ministro delle Finanze dell'Unione, per conto della Karthik Fine Arts, alla presenza del M° Balamurali Krishna
- 1992 – "Yuvakala Bharati" conferito da Bharat Kalachar, Chennai

## Polemiche
I parenti del poeta malayalam Irayimman Thampi e dell'Irayimman Thampi Smaraka Trust hanno affermato che i testi scritti da Bombay Jayshree per "Pi's Lullaby", che è stato nominato per un Oscar nella categoria Miglior canzone originale per il film Life of Pi del 2012, sono stati copiati da Ninna nanna di Thampi Omanathinkal Kidavo . Jayashri aveva reso "Omanathinkal Kidao" in una versione malayalam nel 2001 nel suo album Vatsalyam.

## Discografia
- Smaranam: Song of the Soul (2010, Inreco)
- WindSong – Classical Jugalbandi di Pandit Ronu Majumdar e Bombay Jayashri (2010, Kosmik)
- Confluenza di elementi (2007, Saregama)
- Kannamma (2007, Rajalakshmi Audio)
- Azhaga (2006, Rajalakshmi Audio)
- Salokyam (2005, stazione di lavoro digitale Charsur)
- Margam (2004, Rajalakshmi Audio)
- Kashi (2003, stazione di lavoro digitale Charsur)
- Panchabhutam (2003, Musica oggi)
- Shyama (2003, Musica oggi)
- Vatsalyam (2001, stazione di lavoro digitale Charsur)
- Shravanam: musica per l'ascolto meditativo (2001, Charsur Digital Workstation 018)
- Atma: Anima (2000, Charsur Digital Workstation 6235)